# Juste Debout
Juste Debout är en av världens största streetdance-tävlingar och avgörs årligen i Paris. Man dansar två mot två i grenarna Locking, Popping, New style, House och ensam i grenen Experimental.

## Historia
Juste Debout startades 2001 av Bruce "Ykanji" Soné och var ursprungligen ett stipendium som gav fem franska dansare möjligheten att resa till New York och få undervisning av dansarna/koreograferna Brian "Footwork" Green, Shannon "Which Way Sha" Mabra och Jazzy J. 2002 hölls den första tävlingen och sedan 2006 har antalet deltagare varit så stort att regionala deltävlingar hålls för att kvala in till huvudtävlingen.

## Regler
En deltagare får bara ställa upp i en deltävling, men behöver inte nödvändigtvis göra det i sitt ursprungsland. Många av vinnarna i den skandinaviska deltävlingen har till exempel varit fransmän.

## Resultat
Inom parentes anges crew och land där det är känt.

### Juste Debout

#### 2002
Domare:
Poppin' Taco (USA), Brian "Footwork" Green (USA)

#### 2003
Domare: Marjory (World Soul), Richie Rich, Link (Elite Force) och Boppin' Andre
Alla från USA
Vinnare:
- Locking: Jeremy och Gemini mot Franco och Nordine
- Popping: Iron Mike och Ajaar
- New Style: Dedson och Hugson (Wanted) mot Joseph och Meech (O'trip)
- House: Babson och Hugson (Wanted) mot Eric (7th Sens) och Meech (O'trip)

Alla från Frankrike.

#### 2004
Domare:
Yoshié (Bebop), Acky (3D), Hiro (House Dance Project), Yocoï (Electric Trouble)
Alla från Japan
Vinnare:
- Locking: Manu och Loïc (Frankrike) mot Krazy Lock och partner (Funky Ladies, Frankrike)
- Popping: Damon Frost (Sverige) och Salah (Frankrike) mot Salley och Sebastien (Frankrike)
- New Style: Meech (O'trip, Frankrike) & Aurore (Frankrike) mot Brice och Zack
- House: Hugson och Babson (Wanted, Frankrike) mot Rabah och Didier (O'trip, Frankrike)

#### 2005
Domare:
Joseph (O'trip), Didier (O'trip), Walid, Junior
Alla från Frankrike
Vinnare:
- Locking: Khan och Woong (Originality, Sydkorea) mot P-Lock och Jimmy Soul (Frankrike)
- Popping: Ange (O'posse, Frankrike) och Salley (Frankrike) mot Damon Frost (Sverige) och Salah (Frankrike)
- New Style: Physs och Paul-Eric (Section C, Frankrike) mot Aziz och John (Frankrike)
- House: Meech (O'trip, Frankrike) och Sandrine (Frankrike) Tamaki och Kuma (TUC, Japan)
- Experimental: Uli (Tyskland)

#### 2006
Domare: Damon Frost (Sverige), Ana "Lollipop" Sanchez (USA), Shan S (Dance Fusion, USA), Super Dave (USA)
Vinnare:
- Locking: P-Lock & Jimmy Soul (Frankrike) mot A-Train & Mr. Marquisa (Funky 4 Brothers, Sverige)
- Popping: Salah och Iron Mike (Frankrike) mot Pepito och Djidawi (Frankrike)
- New Style: Joseph och Meech (O'Trip, Frankrike)[8] mot P-Fly och Niako (Nexx Level, Frankrike)
- House: Hugson och Babson (Wanted, Frankrike) mot Rabah och Meech (O-trip, Frankrike)
- Abstract: Uli (Tyskland)

#### 2007
Domare: Hiro (Japan), Jr. Boogaloo (USA), Loose Joint (Elite Force, USA), Hugson (Wanted, Frankrike)
Vinnare:
- Locking: Manu och Loïc (Frankrike) mot Yuu och Rei (Gogo Brothers, Japan)
- Popping: J Smooth och Future (USA) mot Gucchon och Kei (Co-Thkoo, Japan)
- New Style: Dedson (Wanted, Frankrike) och Stephanie (Flying Steps, Danmark[8]) mot U-Gin och Driss (Tyskland)
- House: Meech (O'trip, Frankrike) och Hiro (House Dance Project, Japan) mot Mamson (Wanted, Frankrike) och Crappy (Frankrike)
- Experimental: Yamson (Frankrike) mot Romss (Frankrike)

#### 2008

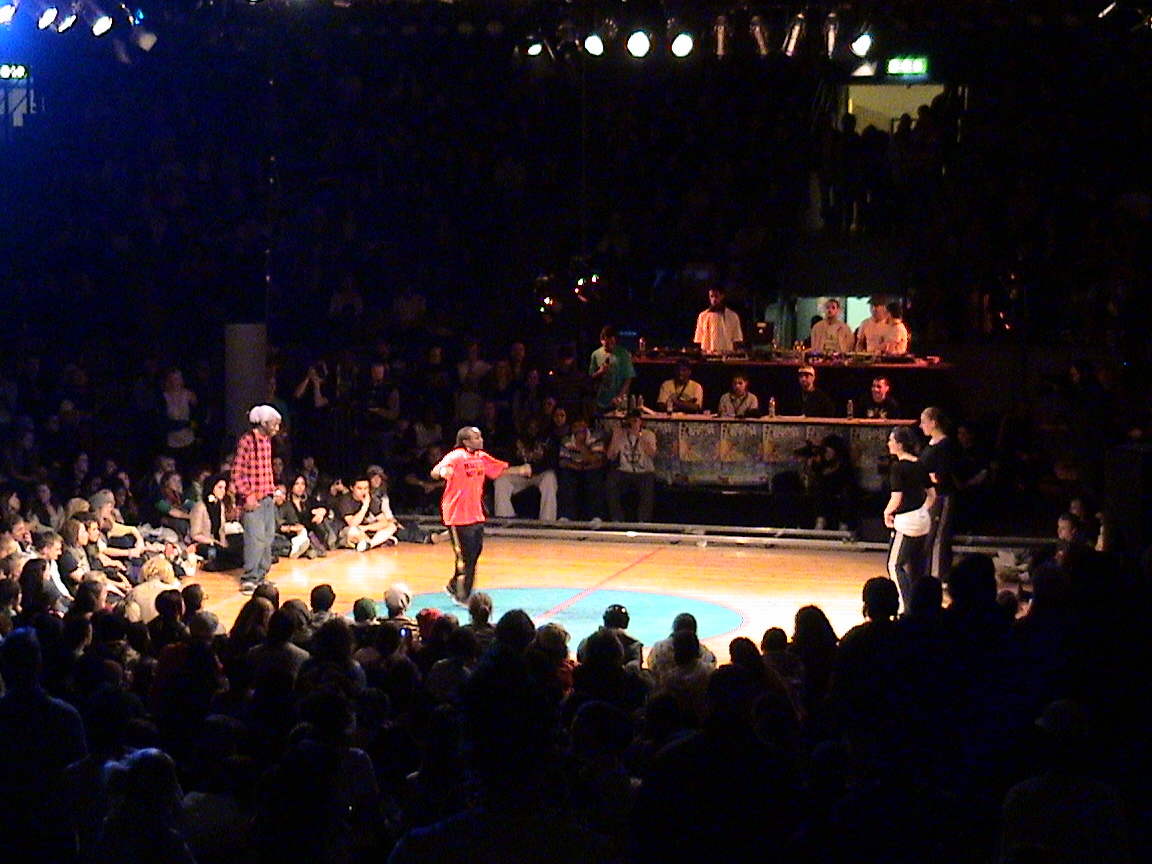
Niki i ena semifinalen i House, Juste Debout Scandinavia 2008.

Domare: Mr. Wiggles (Rock Steady Crew, USA), Buddha Stretch (Elite Force, USA), Risa (Bitterbox Sisters, Japan), Rabah (O'trip, Frankrike)
Vinnare:
- Locking: P-Lock och Jimmy Soul (Frankrike) mot Seiji och Yukari (Japan)
- Popping: Gucchon & Kei (Co-Thkoo, Japan) mot Salah (Frankrike) och Acky (3D, Japan)
- New Style: Niako och Salas (Nexx Level, Frankrike) mot C. Cef och Sofiane (Frankrike)
- House: Kenji och Pino (Pinocchio, Japan) mot Hiro och Tatsuo (Grasshopper, Japan)
- Experimental: Scorpio mot Yamson (Frankrike)

### Juste Debout Scandinavia
En skandinavisk deltävling har arrangerats cirka en-två månader innan huvudtävlingen i Paris sedan 2006. Alla deltagare från Sverige om inget annat anges.

#### 2006
Plats: Solnahallen, Stockholm
Datum: 3-5 februari
Domare: Damon Frost (Sverige), Ana "Lollipop" Sanchez (USA) , Shan S (Dance Fusion, USA) & Super Dave (USA)
Arrangör: Streetstar
Vinnare:
- Locking: Joel och Will Lock (Funky 4 Brothers) mot A-Train och Mr. Marquisa (Funky 4 Brothers)
- Popping: Razzle Dazzle[14] och Funky Isse mot Jappe och David (Danmark)
- New Style: Dedson och Hugson (Wanted, Frankrike) mot Niki (Skillz) och Razzle Dazzle
- House: Hugson och Babson (Wanted, Frankrike) mot Steph och Jackall (Danmark)

#### 2007
Plats: Ungdomens Hus, Rinkeby, Stockholm
Datum: 26-28 januari
Domare: Jr. Boogaloo (USA), Hiro (Japan), Loose Joint (Elite Force, USA), Babson (Wanted, Frankrike)
DJ:s: Dj Rooftop, Dj Groovenauts, Dj JamOne, Dj Prime
Arrangör: Streetstar
Vinnare:
- Locking: A-Train och Skills (Funky 4 Brothers) mot Joel och Will Lock (Funky 4 Brothers)
- Popping: Razzle Dazzle och Satisfly[14] mot Antopio (Flow-Mo, Finland) och Kallse (Finland)
- New Style: Cherie och Melpo (Skillz)[14] mot Kapela och partner (Frankrike)
- House: Serge och Kapela (Badland, Frankrike)

#### 2008
Plats: Solnahallen, Stockholm
Datum: 1-2 februari
Domare: Mr. Wiggles (Rock Steady Crew, USA), Buddha Stretch (Elite Force, USA), Risa (Bitterbox Sisters, Japan), Rabah (O'trip, Frankrike)
DJ:s: DJ JamOne, DJ Tijo Aime, DJ Rooftop, DJ Adian Leacy
Arrangör: Streetstar
Vinnare:
- Locking: Charlock och Supreme mot Will Lock (Funky 4 Brothers) och Funky Asparagus
- Popping: Jappe Long och Nitro (Danmark) mot Richard Pop och Franqey (Frankrike)
- New Style: Mario och Dawid mot Mamson och Joyson (Wanted, Frankrike)
- House: Serge och Kapela (Badland, Frankrike) mot Niki (Skillz) och Joseph (O'trip, Frankrike)

#### 2009
Plats: Solnahallen, Stockholm
Datum: 30-31 januari
Domare: Regis (Frankrike), Ange "El Fonky Juice" (Frankrike), Tony Gogo (USA), Shannon "Wich Way Sha" Mabra (USA)
DJ:s: DJ Prime, DJ Rooftop, Groovenauts, Supreme
Arrangör: Streetstar
Showcase: Jeppe och Nitro 
Vinnare:
- Locking: Razzle Dazzle och A-Train (Funky 4 Brothers) mot Funky Playboys a.k.a. Arvid och Will the Bill (Funky 4 Brothers)
- Popping: Satisfly och Coco Pops (G-Style) mot Razzle Dazzle och Slam Tilt (Mass Destruction)
- New Style: Steve och Dy (Frankrike) mot Ewa och Nina (Twisted Feet)
- House: Adena och Maggie (Phat Jam Jackies) mot Mona och partner

Alla vinnare från Sverige där det inte nämns

#### 2010
Plats: Solnahallen, Stockholm
Datum: 30-31 januari
Domare: Ejoe, House (USA), Guccho, Popping (Japan), Gemini, Locking (Frankrike), Hip-hop (Sho tyme (USA) 
DJ:s: R-zo, Prime, Piggo, Jam One, Groovenauts, Supreme, Willrock, Damon Frost 
Arrangör: Streetstar
Showcase: Dance Fusion
Vinnare:
- Locking: Danne & Carro (SWE)
- Popping: Oh Tiffany & Markus (SWE)
- New Style: Niki & Martha (SWE)
- House: Malin & Maggie (SWE) [23]

Alla vinnare från Sverige där det inte nämns.